# Avelgem
Avelgem je obec v provincii Západní Flandry v Belgii.

## Geografie
Obec leží na řece Šeldě v arrondissementu Kortrijk.
Od města Ronse je obec vzdálena 11 km západně vzdušnou čarou, od města Kortrijk 13 km východně, od Oudenaarde 14 km jihozápadně, od Gentu 35 km jihozápadně a od Bruselu 64 km západně.

## Obyvatelstvo
K 1. lednu 2017 v obci žilo 10 045 obyvatel.

## Části obce
Obec Avelgem sestává z těchto částí:
- Avelgem
- Bossuit
- Kerkhove
- Outrijve
- Waarmaarde.

## Doprava
Nejbližší výjezdy z dálnice se nacházejí na západě u Kortrijku z dálnice A14 a na východě u Dottignies z dálnice A17.
Ve městech Kortrijk, Ronse a Oudenaarde se nacházejí nejbližší regionální nádraží a v Gentu a Bruselu také staví mezinárodní rychlíky.
U Bruselu se nachází mezinárodní letiště.

## Partnerská města
- Ettenheim, Bádensko-Württembersko, Německo

## Osobnosti
- Gérard Favere (1903–1975), hudební skladatel a dirigent
- Ulrich Libbrecht (1928–2017), filosof und autor
- Jaak Vandemeulebroucke (* 1943), politik
- Marc Demeyer (1950–1982), silniční cyklista